# Arne Pautsch
Arne Pautsch (* 1974) ist ein deutscher Jurist.

## Leben
Er studierte Rechtswissenschaften an der Universität Göttingen (1995–2000) (erste und zweite juristische Staatsprüfung in Niedersachsen (2000 bzw. 2005)). Nach der Promotion in Göttingen (2003) war er in der Hochschulverwaltung (Universitäten Göttingen und Bayreuth) mit den Schwerpunkten Hochschulentwicklung und Hochschulrecht.
Von 2006 bis 2011 war Pautsch in der Kommunalverwaltung als hauptamtlicher Bürgermeister der niedersächsischen Samtgemeinde Sickte tätig.
Von 2011 bis 2014 war er Inhaber einer Professur für Öffentliches Recht, insb. Verwaltungsrecht, an der Hochschule Osnabrück. Seit September 2014 lehrt er als Professor für Öffentliches Recht und Kommunalwissenschaften an der Hochschule Ludwigsburg; dort zugleich Direktor des Instituts für Bürgerbeteiligung und Direkte Demokratie und Dekan der Fakultät I – Management und Recht (seit 1. September 2016). Zudem unterrichtet er als nebenamtlicher Dozent an der Kommunalen Hochschule für Verwaltung in Niedersachsen die Fächer Privatrecht und Kommunalrecht.
Seine Forschungsschwerpunkte sind allgemeines Verwaltungsrecht (insb. Verwaltungsverfahrens- und Verwaltungsorganisationsrecht), besonderes Verwaltungsrecht (insb. Kommunalrecht, Wirtschaftsverwaltungsrecht, Öffentliches Baurecht, Umwelt- und Planungsrecht sowie Hochschul- und Wissenschaftsrecht), Staats- und Verfassungsrecht (insb. bundesstaatliche Kompetenzordnung, Partizipation im Mehrebenensystem, Wahlrecht und direkte Demokratie) und Verwaltungswissenschaften (Bezüge der Rechts- zu den Verwaltungswissenschaften, insb. Rechtsfragen der Verwaltungsmodernisierung, kommunale und funktionale Selbstverwaltung).
Pautsch ist seit 2015 ehrenamtlicher Ressortleiter Öffentliches Recht der Zeitschrift Jura Studium & Examen (JSE).
Seit 2021 ist er Mitglied im Netzwerk Wissenschaftsfreiheit.

## Schriften (Auswahl)
- Privatisierung des öffentlichen Bankensektors. Eine Untersuchung zur Rolle des Staates in der Kreditwirtschaft unter Berücksichtigung aktueller Entwicklungen im nationalen und europäischen Recht. München 2003, ISBN 3-8316-0229-8.
- Stiftungshochschulen in Deutschland. Rechtliche Grundlagen, Perspektiven und Grenzen eines Reformmodells. Marburg 2008, ISBN 978-3-8288-9750-2.
- Niedersächsische Bauordnung (NBauO). Textsammlung mit Einführung. Dresden 2012, ISBN 978-3-939248-46-0.
- mit Anja Dillenburger: Kompendium zum Hochschul- und Wissenschaftsrecht. Berlin 2016, ISBN 3-11-040942-9.